# Marquesado de Aracena
El marquesado de Aracena es un título nobiliario español creado por el rey Alfonso XIII en favor de Francisco Javier Sánchez-Dalp y Calonge, senador del reino, diputado a Cortes y gentilhombre de cámara del rey, el 1 de mayo de 1916 por real decreto y el 18 de agosto de 1917 por real despacho.
Su nombre se refiere al municipio andaluz de Aracena, en la provincia de Huelva. 
La familia también ostenta los títulos del condado de Torres de Sánchez-Dalp, el marquesado de Casa Dalp y la baronía de la Vega de Hoz.

## Marqueses de Aracena
|                           | Titular                                      | Periodo                   |
| Creación por Alfonso XIII | Creación por Alfonso XIII                    | Creación por Alfonso XIII |
| ------------------------- | -------------------------------------------- | ------------------------- |
| I                         | Francisco Javier Sánchez-Dalp y Calonge      | 1917-1935                 |
| II                        | Francisco Javier Sánchez-Dalp y Marañón      | 1952-¿?                   |
| III                       | Francisco Javier Sánchez-Dalp y Leguina      | 1983-¿?                   |
| IV                        | Ana María Sánchez-Dalp Leguina               | 2004-2013                 |
| V                         | Pedro Fernández-Palacios Sánchez-Dalp        | 2013-2021                 |
| VI                        | Esperanza Macarena Fernández-Palacios Parejo | Desde 2021                |

## Historia de los marqueses de Aracena
La lista de sus titulares es la que sigue:
- Francisco Javier Sánchez-Dalp y Calonge, I marqués de Aracena.

Casó con Ana Marañón y Lavín. El 7 de diciembre de 1952 le sucedió su hijo:
- Francisco Javier Sánchez-Dalp y Marañón, II marqués de Aracena, II conde de Torres de Sánchez-Dalp.

Casó con Isabel de Seras y Romero de Tejada, señora del Solar de Tejada. Sin descendientes. El 9 de diciembre de 1983 le sucedió el hijo de su hermano Manuel Sánchez-Dalp y Marañón, que había casado con Luisa de Leguina y Delgado, II baronesa de la Vega de Hoz, y por tanto su sobrino:
- Francisco Javier Sánchez-Dalp y Leguina, III marqués de Aracena, III conde de Torres de Sánchez-Dalp, III barón de la Vega de Hoz. El 9 de junio de 2004 le sucedió su hermana:

- Ana María Sánchez-Dalp y Leguina, IV marquesa de Aracena, IV condesa de Torres de Sánchez-Dalp, IV baronesa de la Vega de Hoz.

Casó con Pedro Fernández-Palacios y Marín. El 9 de julio de 2013 le sucedió su hijo:
- Pedro Fernández-Palacios Sánchez-Dalp (m. Sevilla, 13 de marzo de 2021),[4] V marqués de Aracena, V conde de Torres de Sánchez-Dalp, V barón de la Vega de Hoz.

Se casó con Esperanza Parejo Muñoz, padres de Fátima, Blanca, Esperanza, Marta y Federico Fernández-Palacios Parejo. Le sucedió, en 2021, su hija:
- Esperanza Macarena Fernández-Palacios Parejo, VI marquesa de Aracena.[5]